# Impedanță acustică
Impedanța acustică este o mărime fizică care măsoară opoziția unui mediu la propagarea undelor sonice prin el. Impedanța acustică Z este egală cu raportul dintre presiunea sonică p și viteza volumică vS a undei sonore într-un loc dat, unde v este viteza de vibrație a particulelor, iar S este suprafața prin care se propagă unda:
{\displaystyle Z={\frac {p}{vS}}\,}
Cu referire la o singură particulă, impedanța acustică este raportul dintre presiunea sonică p și viteza v de vibrație a particulei într-un punct dat. Referindu-se la cazurile unde este vorba de o singură frecvență, se definește impedanța acustică specifică astfel:
{\displaystyle z={\frac {p}{v}}=ZS\,}